# Prochaine élection présidentielle sud-soudanaise
La prochaine élection présidentielle sud-soudanaise doit se dérouler au Soudan du Sud le 22 décembre 2026 afin d'en élire le président.

## Contexte
L'élection était normalement prévue en 2015,, mais elle est reportée en février 2015 à 2017,,, puis en mars 2015 à 2018 en raison de la guerre civile. En avril 2016, s'ouvre une période de transition de deux ans et demi (30 mois). Le 13 juillet 2018, le Parlement adopte à l'unanimité une loi prorogeant son mandat de trois ans supplémentaires, jusqu'en 2021,.
En 2020, après la signature d'un nouvel accord de paix, une période de transition de trois ans est mise en place.

## Système électoral
Le président sud soudanais est élu au scrutin uninominal majoritaire à deux tours pour un mandat de quatre ans renouvelable une fois.